# マージン
マージン (英: margin) とは、余白・余裕・余地・差などの意味。

## 経済学
経済学において、利ざや・粗利益・手数料などの意味。
マージンとは売上高から売上原価を差し引いたもので、売上総利益と呼ばれる。製造業界では売上高から製造原価を差し引いたもののことをいい、流通業界では販売額と仕入原価との差額をいう。人件費や販売管理費などは、マージンに含まれているため、マージンからこれらの費用を差し引いたものを、営業利益という。

## 金融
金融取引において担保となる現金や金融商品のこと。株取引とデリバティブ取引で日本語では呼び方が異なる。
- 委託保証金 - 株取引の場合の呼び方。詳細は信用取引を参照。
- 証拠金 - デリバティブ取引の場合の呼び方。

## 工業
工業一般にマージンは規定値に対する余裕分であり、多くの場合、性能や寸法などのブレの許容量となる。

## 印刷
出版物の印刷ではページの周囲にある空白部分を指し、実際の印刷におけるズレの許容量はより小さなものとなる。